# Зедорф (Нижня Саксонія)
Зедорф (нім. Seedorf) — громада в Німеччині, розташована в землі Нижня Саксонія. Входить до складу району Ротенбург-на-Вюмме. Складова частина об'єднання громад Зельзінген.
Площа — 18,69 км2. Населення становить 972 ос. (станом на 31 грудня 2021).